# Кикапу
Кикапу (на английски: Kickapoo) е северноамериканско индианско племе от Алгонкинското езиково семейство, което първоначално живее в северозападно Охайо и южен Мичиган. През 1640те, под натиска на враждебни племена племето е принудено да изостави родината си и да се премести на запад. Установявайки се в Уисконсин и Илинойс, постепенно племето се разпръсва в резултат на междуплеменни войни и войни с колонистите. В началото на 19 век, под натиска на все по-голямата бяла емиграция, групи кикапу отиват да живеят чак в Коауила – Мексико. Други остават в Канзас и Оклахома. В началото на 21 век над 5000 души са част от трите федерално признати племена кикапу – Кикапу племето на индианците в Канзас, Кикапу традиционното племе в Тексас и Кикапу племето в Оклахома. Племето се слави като едно от най-традиционните и чистокръвни индиански племена в САЩ.

## Култура
Според традициите на шоуните и кикапу, двете племена вярват, че някога са били част от едно и също племе, което се разделя след спор за една меча лапа. Езикът кикапу е почти идентичен с езика на шоуните, а културата им е доста сходна, с изключение на някои югоизточни културни черти, които шоуните приемат през годините, когато живеят в югоизточните щати.
Като останалите племена от района на Големите езера, кикапу също живеят в постоянни села от средно големи дълги домове през лятото. След прибирането на реколтата и всеобщият лов на бизони през есента, племето се разделя на малки ловни лагери, състоящи се от кръгли вигвами покрити с папур или тръстика. В селата се строят още отделни постройки за готвене и специални хижи за раждане.
Кикапу са отлични земеделски производители и използват лова и събирането, за да допълват диетата си от царевица, боб и тикви. След 1700 г., когато вече племето живее в равнините на Илинойс, бизоните стават основен източник на храна. Възприемат коня доста преди останалите племена в района и започват да то използват за лов на бизони. Това им позволява по-късно бързо да се адаптират към живота в Големите равнини.
Подобно на шоуните и кикапу са организирани в няколко клана (първоначално 17, по-късно остават 14) по бащина линия, въпреки че братята и сестрите на майката имат специфични отговорности при отглеждането на децата. По време на пубертета младите хора трябва да се сдобият с дух – пазител, а понякога и с име чрез ритуала за Търсене на видение. Този дух – пазител се явява или в съня, или чрез видение по време на церемонията, в която (обикновено за 4 дни) младият човек пази строг пост и се моли непрекъснато на духовете да му помогнат. Духът – пазител се явява в лицето на някое животно или предмет и става спътник на младежа за цял живот.
Според вярванията им всяко живо и неживо същество притежава свой дух и сила.
Мъртвите са погребвани в най-хубавите им дрехи, с крака на запад, където се намира Страната на духовете. Хората напускат селото за 4 дни след погребението, след което се връщат и се провеждат церемонии по осиновяване.
Облеклото им зависи до голяма степен от местообитанието, но основно се състои от набедреник, легинси и мокасини за мъжете и рокли, легинси и мокасини за жените. През зимата и двата пола използват кожени наметала.
Политическата организация не е много добре организирана. Няма върховен племенен вожд. Всяко село има свой вожд, избиран главно по заслуги. Вождът председателства съвета на старейшините на селото, който от своя страна избира отделните вождове на клановете. Въпреки че нямат силна централна власт, племето е единно в борбата с индианските и бели врагове. През годините кикапу стават известни със своята упорита съпротива. Години след като източните племена се отказват от борбата с белите, кикапу продължават да се борят и може да се каже, че те са едно от малкото племена, които никога не са победени от белите. Още от самото начало на контакт те гледат с недоверие на европейците. На френските търговци рядко се позволява да посещават селата им. По-късно действат по същия начин и спрямо британците и американците.
След завладяването на долината на Охайо племето се разпада, но вместо да се предаде и адаптира към новите условия те предпочитат да избягат и да запазят традициите и културата си и начина си на живот. Днес сравнително малко от тях са приели християнството, а племето се слави като едно от най-традиционните и чистокръвни индиански племена в САЩ.

## История
Още преди да се срещнат с европейците кикапу усещат промените донесени от тях. Това започва през 1640те, когато Бобровите войни достигат западните части на Големите езера. Тогава може би около 4000 кикапу живеят все още в северозападно Охайо и южен Мичиган, главно в района между езерата Ери и Мичиган.

### В Уисконсин
Пълномащабна инвазия от страна на ирокезите принуждава кикапу да напуснат родината си и да се преместят на запад към южния край на езерото Мичиган и към река Мисисипи в югозападен Уисконсин. Но те не са единственото племе принудено да напусне родината си и да потърси убежище на запад в Уисконсин. За кратко време в Уисконсин се събират хиляди бежанци от различни племена и бързо изчерпват наличните природни ресурси в региона. Резултатът от това е избухването на множество междуплеменни конфликти.
Французите научават за първи път за „Киуигапау – тези, които са постоянно в движение“ от оджибве в Макинак през 1658 г. Действителния контакт е през 1667 г., когато отец Алоа среща голяма тяхна група в едно смесено село на Фокс Ривър. Същата година французите сключват примирие с ирокезите, което им позволява да разширят и утвърдят търговията си на запад. Чрез посредничество в споровете между племената, французите успяват да въведат ред в региона и да установят взаимоотношения с индианците за бъдещ съюз срещу ирокезите, които след 1680 г. насочват вниманието си отново на запад. През 1682 г. сенеките нападат илиной, но при опита им да превземат Форт Сан Лиус през 1684 г. се провалят и са принудени да отстъпят. До 1687 г. французите успяват да организират племената в мощин алианс, който предприема настъпление и от 1690 г. ирокезите са изтласкани обратно в родината им в Ню Йорк, където заемат отбранителна позиция. През 1696 г. френският крал Луи 14 забранява търговията с кожи в района на Големите езера и френско – алгонкинския алианс бавно започва да се разпада. За да спасят положението французите основават Форт Пончартрейн в Детройт и приканват всички племена в района да се преместят до него.

### Войни фокс
През 1710 г. повече от 1000 фокс и техни приятели кикапу и маскутен се възползват от френската покана и пристигат в Детройт. Това е родината им преди Бобровите войни и трите племена ясно заявяват това на останалите. Скоро потауатомите и отава, недоволни от претенциите на фокс, кикапу и маскутен поискват трите племена да напуснат Детройт и молят французите да им помогнат. Французите отказват да се намесят и потауатомите и отава решават да решат проблема сами. През 1712 г. малка ловна група маскутен е нападната в Долен Мичиган от отряд потауатоми и отава. Маскутен успяват да избягат в селото на фокс, където се подготвят да отмъстят за нападението. След опит на французите да ги спрат, яростта на индианците се насочва срещу тях. Обединените фокс, кикапу и маскутен обсаждат Форт Пончартрейн и ако не били пристигнали подкрепления от останалите племена в района, французите били обречени. Войни отава, виандот, потауатоми и оджибве нападат фокс и съюзниците им в гръб. В последвалата битка повече от 1000 фокс са убити, а останалите заедно с кикапу и маскутен бягат при роднините си в Уисконсин. През следващите три години французите и техните съюзници от Детройт щели да платят скъпо за убийствата. През 1715 г. военна експедиция от французи и потауатоми атакува селата на кикапу и маскутен в Южен Уисконсин и ги принуждава да сключат сепаративен мир. Въпреки че остават сами, фокс се събират в едно укрепено село и продължават войната. Виждайки, че не могат да се справят с фокс, накрая французите им предлагат мир и очуканите от войната фокс се съгласяват. Войната им обаче с френските индиански съюзници продължава. Заради измъчването на пленници фокс от пеория, заловени при Детройт през 1712 г. и отказа да върнат останалите пленници, фокс атакуват пеория. Тъй като всички племена илиной не са харесвани от никого, никак не е трудно на фокс да организират съюз с кикапу, маскутен, дакота и уинебаго срещу тях. По същото време на запад от Мисисипи фокс и съюзниците им са ангажирани във втора война с осейджите. След няколко неуспешни опита да посредничат между враждуващите страни, французите решават да унищожат фокс. Първо французите изолират фокс от техните съюзници. В началото на Втората война фокс (1728 – 1737) само кикапу и маскутен остават на страната на фокс. Заради отказа на двете племена да убият френските си пленници, фокс нападат техни представители дошли в селото им и убиват всичките. Така през 1729 г. кикапу и маскутен развалят съюзническите си отношения с фокс и се присъединяват към французите. През 1730 г. двете племена участват в битка в Северен Илинойс, в която над 600 фокс са убити. Останалите живи около 600 намират убежище при сауките в Северен Уисконсин. От пълно унищожение ги спасява застъпничеството на племената от френския алианс, включително и на кикапу.

### Прерийни и Вермилиън кикапу
По време на войната с пеория, кикапу успяват да разширят земите си на юг и през 1720те някои техни групи се местят по река Милуоки в Южен Уисконсин. Възползвайки се от епидемиите, които преминават през селата на илиной и маямите между 1718 и 1736 г., кикапу изоставят изцяло Уисконсин и се преместват на юг в прериите на Северен Илинойс и Индиана, където помагат на французите във войната с чикасо между 1732 и 1752 г., ала не като френски съюзници, а като съюзници на маямите и илиной. В този период, постепенно кикапу се разделят на две съвсем отделни групи, които не винаги са в добри отношения една с друга. Западната група в Северен Илинойс става известна като прериината група кикапу. Тя продължава да е съюзник на сауките и фокс във войната с осейджите и е враждебна към племената илиной. Втората група става известна като Вермилиън кикапу. Тя живее в близост до маямите и е в добри отношения с илиной. Като съюзници на маями и на Племената Детройт, Вермилиън кикапу участват на страната на французите във Френско – индианските войни (1755 – 1763). Приносът им във войната се ограничава само до обсадата на Форт Уйлям Хенри в Ню Йорк през 1757 г. След като британците завземат Квебек и Форт Ниагара през 1759 г. и Монреал и Детройт през 1760 г., само Луизиана, Форт дьо Шартр и Илинойс остават под френски контрол. След края на войната през 1763 г., британският военен командир за Северна Америка Джефри Амхърст счита племената от стария френско – алгонкински алианс за победени и спира годишните подаръци за тях и ограничава търговията в района на Големите езера. Недоволството от това ескалира във Въстанието на Понтиак (1763). Обединени, племената под ръководството на Понтиак успяват да превземат 9 от 12те британски крепости западно от Апалачите. Неуспехът при обсадата на Детройт сломява бойният дух на индианците. В края на годината британците започват да напредват и принуждават Понтиак да сключи примирие и да се оттегли на запад в Северна Индиана. Британски атаки срещу съюзниците на Понтиак принуждават племената едно по едно да сключват мир и да напускат алианса. До есента на 1764 г. единствените съюзници, които остават на Понтиак са неговите отава, кикапу, илиной и Макинак оджибве. След убийството на Понтиак от войн пеория през 1769 г., кикапу са едно от племената участващи в отмъстителната война срещу илиной, заради убийството на Понтиак. В резултат на тази война илиной са почти унищожени, а победителите си поделят земите им. Така прерийните кикапу се преместват в централен Илинойс, близо до днешния Пеория и се установяват по поречието на река Сангамон. Вермилиън кикапу се изместват на югоизток между реките Вермилиън и Уобаш.
В началото на Войната за независимост, кикапу и маскутен запазват неутралитет. При превземането на Винсен през 1779 г. американците брутално избиват местните живеещи там. Това клане обръща кикапу и останалите племена в района срещу американците. С подписването на мирния договор в Париж през 1783 г. войната между Англия и Съединените щати свършва, но не и войната между племената от Големите езера и американците, която продължава до 1795 г. Мирът е подписан през 1795 г., но кикапу отказват да сложат оръжие. Те са едни от най-ревностните последователи на Текумзе, но след неговата смърт желанието им за борба рухва.

### Отношения със САЩ и разпръсване на племето
През 1815 г. и 1816 г. са принудени да подпишат два последователни договора, с които потвърждават по-ранно отстъпване на земите им. През 1819 г. им е представен нов договор, с който племето се съгласява да отстъпи всичките си земи в Илинойс и Индиана и да се премести в Мисури. Междувременно племето се разбива на няколко групи, всяка отговаряща за себе си. До 1824 г. някои групи все още продължават да воюват с американците. Накрая се намесва армията и слага ред. Повечето кикапу са екстрадирани в Мисури, но някои успяват да останат в Илинойс до 1880 г.
В Мисури, поетапно малки групички от племето се измъкват и бягат в Оклахома и Тексас, където имало техни съплеменници дошли по-рано.
През 1775 г. испанското правителство кани някои кикапу от Мисури да се преместят в Тексас, правейки си сметка да ги използват като защита срещу команчите и апачите. Кикапу оправдават доверието на испанците и когато Тексас се отделя от Мексико през 1836 г. много от тях последват испанците в Коауила. Тексасците смятат кикапу за врагове и след множество битки между двете страни през следващите две години, много кикапу последват съплеменниците си в Мексико или се местят на север в Оклахома. До 1832 г. в Мисури остават само около 600 кикапу. След непрекъснати проблеми с осейджите те молят правителството да купи земите им. През октомври 1832 г. те подписват договора в Кастър Хил и се преместват в Канзас. Тъй като преди живеели в прериите на Илинойс те бързо се адаптират към живота в равнините. През 1840те техни отряди достигат чак до Колорадо. За разлика от другите източни племена, кикапу са добре приети от племената в равнините, с изключение на осейджите, с които воюват отдавна.
През 1845 г. живеещите в Оклахома присъстват на съвета в Дийп Крийк, заедно с чокто, чикасо, кадо, куапо, шоуните и пеория, за да решат общия проблем с осейджите. Живеейки в мир с племената в региона, кикапу често се събират с отряди команчи и апачи, за да ловуват.
За тези живеещи в Мексико нещата стоят другояче. Те стават ефективни защитници срещу набезите на команчите и апачите и през 1848 г., в знак на благодарност мексиканското правителство им предлага земя в източна Коауила. През 1852 г. към тях се присъединява и една група от Канзас, които не се съгласяват с решението племето да продаде излишната си земя (600 000 акра) за 300 000 долара и да се преместят при роднините си в Оклахома. През 1857 г. втора група от Канзас заминава за Мексико и по пътя приема в редиците си скитащи семиноли и потауатоми. По това време броят на кикапу в Мексико нараства до над 1000 души, докато в Канзас остават едва около 300.
След 1850 г. кикапу в Мексико си спомнят за изгонването им от Тексас и започват редовно да пресичат границата и да крадат добитък и коне от тексасците като същевременно често влизат в схватки с тях и американската армия.
През 1862 г. кикапу в Канзас продават още 150 000 акра от земите си. По това време Оклахома е доста несигурно място заради военните действия между Севера и Юга и много хора от племената живеещи там бягат към Канзас. Кикапу вместо да ги последват предпочитат да отидат при близките си в Мексико. Докато пресичат Тексас те са нападнати от армията на Конфедерацията. В отговор мексиканските кикапу нахлуват в Южен Тексас за отмъщение. Нападенията им продължават и след Гражданската война и приключват през 1873 г., когато полковник Раналд Макензи ги атакува при Насименто. В битката войниците убиват много кикапу и пленяват 40 жени и деца, които отвеждат със себе си във Форт Гибсън. През следващите 5 години около 800 кикапу и семиноли се връщат в Съединените щати, за да бъдат със семействата си. Първоначално те се заселват близо до границата с Мексико, но през 1880те някои се съгласяват да отидат в Оклахома, последвани по-късно и от останалите. По същото време на мексиканските кикапу е даден резерват от 17 000 акра в Санта Роса – Коауила. През 1876 г. към тях се присъединяват бежанци куахади – команчи. През 1983 г. американското правителство признава мексиканските кикапу като обособена подгрупа на кикапу от Оклахома. Днес те са с двойно гражданство и често много от тях пресичат границата да работят в Тексас. Една малка група кикапу живее и в Сонора.

### Съвременни групи кикапу
В САЩ има три федерално признати групи кикапу:
- Кикапу племето на индианците на резервата кикапу в Канзас. Те имат резерват от 612,2 кв. км. Резерватът е с население от 4500 души, 500 от които са чистокръвни кикапу.
- Кикапу традиционното племе на Тексас е второто федерално признато племе. Те разполагат с резерват от 118,6 акра на Рио Гранде и наброяват около 700 души.
- Кикапу племето на Оклахома е най-голямата група. Те са политически свързани с кикапу в Тексас и Мексико. Седалището им е в Маклауд и имат над 2700 записани членове. Общият брой на кикапу в началото на 21 век надхвърля 5000 души.